# بيدرو بيلاجيو
بيدرو بيلاجيو (بالإسبانية: Pedro Pelágio)‏ (21 أبريل 2000 في البرتغال - ) هو لاعب كرة قدم برتغالي في مركز الوسط لعب سابقاً في نادي يونايتد الإماراتي.

## روابط خارجية
- بيدرو بيلاجيو على موقع قاعدة بيانات كرة القدم.إي يو (الإنجليزية)
- بيدرو بيلاجيو على موقع Soccerway.com (الإنجليزية)